# هونر عبدي
هونر عبدي (بالفنلندية: Honar Abdi) هو لاعب كرة قدم فنلندي من أصل كردي إيراني عراقي في مركز الظهير الأيمن ولد في يوم 30 نوفمبر 1994 في مدينة يوفاسكولا في فنلندا، يلعب حالياً مع نادي يوفاسكولا في الدوري الفنلندي الممتاز ويبلغ طوله 179 سم.

## روابط خارجية
- هونر عبدي على موقع قاعدة بيانات كرة القدم.إي يو (الإنجليزية)
- هونر عبدي على موقع Soccerway.com (الإنجليزية)
- هونر عبدي على موقع عالم كرة القدم.نت (الإنجليزية)